# Fairchild (hrabstwo Eau Claire)
Fairchild – wieś w Stanach Zjednoczonych, w stanie Wisconsin, w hrabstwie Eau Claire.